# Депилација
Депилација или епилација је поступак уклањања нежељених длачица, односно маља, са одређених делова лица и тела, механичким или хемијским путем. Људи, а нарочито жене, се од давнина подвргавају овом третману због естетских, хигијенских али такође и здравствених разлога. Уклањање маља одувек је имало велику улогу у процени неге, а у древним културама маљаво тело се често сматрало нечистим. Последњих деценија депилација је постала део свакодневне неге и све чешће јој се подвргавају и мушкарци. Депилацијом се постиже ефекат нежне и глатке коже, а приликом третмана се обавља и непоходан пилинг, којим се уклањају одумрле површинске ћелије коже.
Пуштање длака код већине људи изазива гађење и асоцира на нехигијену, запуштеност и аљкавост, иако нема научног доказа да се људи више зноје уколико нису депилирани. Уклањање длака као облик неге о себи можда је једна од највећих лажи у коју су жене поверовале. Нема сумње да је уклањање длака у својој суштини облик социјалне и родне контроле жена.
Данас постоји много врста депилације које се нуде у козметичким салонима, али се овај третман може обавити и код куће. Како би се маље проредиле неопходно их је редовно уклањати током целе године.

## Етимологија
Реч депилација (депилирање) настала је од латинске речи pilus = длака, додавањем префикса de - од(страњивање).

## Историја депилације
Уклањање маља одувек је имало велику улогу у процесу неге тела. Како се мењала цивилизација, тако се мењао и однос према питању да ли су длачице потребне или не. Може се рећи да је та дилема била подложна моди.
У древним културама маљаво тело често се сматрало нечистим. У Старом Египту глатка женска кожа и тело без длака је представљало лепоту, младост и невиност. Глатко тело без длака било је стандард лепоте. Депилацију су најпре практиковале жене Фараона, а затим је прихваћена и кроз више слојеве друштва. Осим бронзаних бријача, Египћанке су користиле шећерне пасте за уклањање длака са читавог тела осим обрва и косе. Први преци бријача појавили су се око 30000 година пре нове ере, а бакарни бријачи појавили су се по први пут око 3000. године п.н.е. у Индији и Египту. Око 4000-3000 година п.н.е. жене су почеле да користе претече крема за депилацију. Стари Египћани користили су за депилацију смесу коју су правили од уља и меда. Постоје чак докази да су се за справљање смесе за депилацију користили и млевене кости птица, сок фикуса и есенцијална уља. Египћани су за чупање длака користили и пинцету, која је била позната и у Месопотамији, као и у Индији, 3000 година пре нове ере. Идеју о глаткој кожи прихватили су и Стари Грци. О томе сведоче грчке скулптуре жена, које су исполиране и сјајне без длака на свим деловима тела, док су мушкарци на скулптурама приказивани местимично маљавог тела. Женска маљавост сматрана је ружном и никако није била дозвољена у вишим друштвеним слојевима. У Римском царству уклањање длака било је одлика сталежа и жене би почеле са коришћењем бријача, пинцета, крема или конца са првом појавом пубертетских длачица. Неки од уобичајених састојака тадашњих крема за депилацију подразумевали су смолу, бело вино, екстракт бршљана, сало магарца, козју жуч и крв слепог миша.

### Средњи век
У средњовековној Европи хигијена губи на значају. Престаје потреба за редовним уклањањем маља са свих делова тела. Изузетак је било Османско царство, где су жене одстрањивале сваку длачицу са тела, сем косе и трепавица. Купатила, хамами, била су места где се жене уређују и депилирају. Јавна купатила и данас поседују посебне собе намењене за депилацију дама. За Муслимане уклањање длака има верску позадину. Мухамед проповеда бројне хигијенске мере којих се верници чврсто придржавају, а које укључују чупање длака испод пазуха пинцетом, сечење ноктију и депилацију интимне регије. У Тунису и дан данас постоји обичај да жене пре венчања одстране све длачице са тела. За депилацију тела у старом веку, а касније у земљама са становништвом муслиманске вере, коришћен је сируп који је прављен као смеса шећера, сока од лимуна и воде. Загрејани сируп наносио се на део коже са длакама, а након хлађења стврднута смеса се уклањала, повлачећи са собом и ишчупане длачице. Овај рецепт је био једноставан, погодан за кућно коришћење и потпуно природан.
| Један средњовековни рецепт за справљање креме за депилацију: |
| Стави мерицу арсеника и 1/8 мерице живог креча у воду да прокључа. Отиђи у топлу собу и стави лек на кожу. Кад се кожа загреје, брзо испери са врућом водом да месо не би почело да отпада. |

Ни о депилацији интимних делова тела до петнаестог века није се пуно причало, али тада је настала мода уклањања стидних длачица због масовне појаве стидних ваши. Тада су настале и перике за интимну регију, које су између осталог имале задатак да сакрију и евентуални проблем стидних ваши. Ренесансни сликари, нарочито Рубенс, славили су жене са обликованим маљама интимне регије. Жене су често правиле кућне варијанте крема за депилацију справљених од арсеника и негашеног креча. Тако је било све док Катарина Медичи у Француској није забранила депилацију стидних длака. После тог периода акценат је био на хигијени, јер се сматрало да се у длачицама задржава прљавштина. Познато је да купање у то време није била честа појава. Седамнаести век мења ставове по питању депилације. Низ научних истраживања, истинитих или не, указују на зачетке ове појаве као стандарда лепоте, али и облика родне контроле. Године 1617. године у Оксфордском речнику први пут се појављује појам меркин – стидна перика.

### 19. век
Викторијанско доба донело је у Европу деветнаестог века нову моду. Прве асоцијације на тај период су смерност и строгост, посебно у моди. Међутим, научници почињу да истражују начин раста и јачине длака код различитих раса (међу осталим аспектима физичког изгледа), и како је штампа популаризовала резултате ових истраживања, људи су у њих почели да верују. Књига Чарлса Дарвина „Порекло човека” из 1871. године представља једно од таквих истраживања. Његова теорија еволуције трансформисала је телесну маљавост у питање природне селекције. Нека од основних теза ове теорије повезивала је маљавост са примитивним пореклом и враћању ранијим, „мање развијеним” формама човека. Битна ставка у овом научном оквиру је подразумевање да су мушкарци длакави, а жене не. Научници су наглашавали разлику између неженственог и женственог – односно, већа маљавост код жена указује на „нижи антрополошки развој”. Постоји студија из 1893. године, где је код групе ментално оболелих жена забележена прекомерна маљавост на лицу. Такође, њихове длаке наводно су биле „јаче и гушће” и више су личиле на оне код „нижих раса”. Хавелок Елис (Havelock Ellis), физичар и научник који је истраживао област људске сексуалности, тврдио је како је овакав раст длака код жена чешћи код оних жена које имају криминалну историју, склоност ка насиљу и снажне сексуалне нагоне. Што се тиче стидних длачица, мода 19. века је диктирала да се у посебним кутијицама скупљају стидне длачице љубавника или љубавница. У музеју Универзитета Св. Андреја у Шкотској чува се кутијица са стидним длачицама љубавница краља Џорџа.

### Прва половина 20. века
Депилација је у западном свету поново постала популарна почетком 20. века, прво у Сједињеним америчким Државама, а убрзо затим и у Европи. Узимајући у обзир дотадашње научне тврдње, као и развитак маркетинга почетком двадесетог века, нежељене длаке постале су неугодност за беле жене, нарочито у Америци. Оне су желеле глатку, белу кожу. Желеле су да буду женствене, као и да се разликују од ниже класе имиграната који су нагло почели да пристижу у Америку. За врло кратко време телесна маљавост постала је непожељна особина код средње класе америчких белих жена. Једно од првих упутстава женама за уклањање длака испод пазуха објавио је часопис „Haarper’s Bazar” 1915. године. Као један од разлога уклањања ових длака била је нова мода хаљина без рукава. После тога развијају се креме за депилацију и бријачи за жене. Што су сукње постајале краће, а купаћи костими отворенији, потреба за одстрањивањем маља је расла, па је 1915. компанија „Жилет” дизајнирала први бријач намењен женама, под називом „Milady Decolletée”, али се о депилацији интимних зона и даље не прича пуно.
Временом је број техника уклањања длака растао. Око 1920. године један од начина уклањања длака био је коришћење брусног папира или посебне врсте вулканског камена, што је изазивало иритацију, осип и крварење коже. Користио се и делимично измењен восак који је првобитно био намењен за обућарску индустрију. Једна од првих крема за депилацију била је крема „Коремлу”, чији је главни састојак био отров за пацове. Био је успешан у елиминисању длака, али је узроковао мишићну атрофију, слепило, оштећења костију, а у најгорим случајевима смрт. Од прилике у исто време развија се и ласерско уклањање длака. Ова техника уклањала је или макар посветљивала длаке на дужи период од готово две деценије. Ипак, ласерско уклањање длака тада није била довољно усавршена техника, па су последице биле отказивање органа и канцер.

### Друга половина 20. века
Године 1940. Ремингтон је направио први женски електрични бријач, а у време Другог светског рата компанија Жилет је почела да развија маркетинг који је, поред мушкараца, као циљану групу имао и жене. Године 1960. појавиле су се и траке за депилацију и убрзо постале омиљено средство међу женама. У исто време фармацеутска индустрија развила је хормоне које су доктори почели да преписују женама као један од начина заустављања или смањења раста длака. Споредни ефекти ове хормоналне терапије били су канцер, шлог и срчани удар. 
До промена долази са појавом чувених часописа Плејбој и Пентхаус. Они су седамдесетих година 20. века објавили фотографије недепилираних интимних регија што је тада било револуционарно, али се уклапало са појавом феминизма и слободом жена да саме одлуче шта желе. И кроз однос према свом интимном делу жене су истицале свој став да ће радити оно што саме желе, а не што се намеће као пожељно понашање. Ипак, без обзира на поменуте фотографије, исте деценије појавила се бразилска депилација. У Бразилу је лансира мода танга-веша и купаћих костима, што подразумева да и интимна регија мора бити потпуно глатка. Тако настаје тренд чувене бразилске депилације, што се прихвата осамдесетих година у Њујорку. Ова депилација је деведесетих година почела да се шири као тренд, а исти часописи и бројни филмови за одрасле помогли су у ширењу овог тренда, промовишући жене и девојке које су практиковале ову врсту депилације. Светску популарност задобија после серије Секс и град, када чувене јунакиње које се подвргавају овој депилацији јавно причају о томе. Данас се бразилска депилација сматра обликом основне хигијене, а све чешће се и мушкарци депилирају и уклањају длаке са свих делова тела.

## Третман уклањања маља
Депилација је у савременом друштву постала незаобилазни третман улепшавања. Као један од разлога ширења овог тренда мора се узети у обзир и мењање модерне сексуалности, а посебну улогу у томе имала је индустрија за одрасле. Депилација воском и даље је једна од најпоузданијих метода. Постоје научни докази да када се ради редовно, временом доводи до слабљења корена длаке и видног смањења броја новоизраслих маља. Данас су начини уклањања длака многобројнији, али неретко не мање опасни. Ласерско уклањање длака често може узроковати ожиљке. Депилација воском, било топлим или хладним, болна је и ако се не ради на правилан начин може довести до подлива и модрица на кожи. Избељивање длака може иритирати кожу и довести до дисколорације коже. С обзиром на то да су свима длаке другачије густине и јачине, последице и добро урађене депилације могу бити бројне. Са урастањем длака и настајањем циста бори се велики број жена. Запаљење коже, инфекције, алергије и иритације толико су честе да се данас сматрају „нормалном” нуспојавом депилације. Без обзира која се од многих врста депилација користи, најважније је да се обави стручно да би се избегле повреде коже, неправилно чупање и урастање длаке.

### Истине и заблуде о депилацији
Многе предрасуде везане су за уклањање нежељених маља. неке од њих су истините, неке потпуно погрешне, а неке релативне, зависно од третмана:
Истине:
- За уклањање длака са ногу не треба користити мушки бријач - мушки бријач има само вертикалне оштрице, па се њиме теже рукује. Бријачи за жене имају искошене оштрице којима се лакше уклањају и длаке на осетљивијим зонама, испод пазуха или на препонама.
- Употребом бријача и креме за депилацију постиже се исти ефекат - у оба случаја длаке се скидају до нивоа коже, с тим што крема има нешто бољи ефекат, па длаке мало спорије расту.
- Пре скидања длака воском ноге треба посути талком - талк истовремено олакшава скидање маља и штити кожу од претоплог воска. Препоручљиво је да се ноге и после депилације поспу талком.
- Длаке треба скидати после топле купке - топлота утиче на ширење пора на кожи, па се самим тим и длаке се лакше уклањају.
- Длаке се најбоље скидају ујутру - ујутру су нервни завршеци још "обамрли" па се бол мање осећа, а при томе су ноге ујутру одморне, па зато лакше подносе депилацију.
- Длаке лети брже расту - топлота изазива ширење крвних судова и већи прилив крви до корена длака, што поспешује њихов бржи раст.

Релативне истине:
- Пре депилације треба урадити пилинг коже - пилинг је препоручљив једино ако се длаке уклањају воском. Ако се користе бријач или крема за депилацију истовремено се уклањају и изумрле ћелије са површине коже па нема потребе да се додатно ради пилинг.
- Длаке после депилације урастају у кожу зато што су ишчупане у погрешном смеру - узрок ове појаве у сваком случају је неправилно урађен третман. Овај проблем може се решити тако што се, неколико дана након депилације односно када длаке почну да расту, приликом туширања грубом рукавицом за тело добро истрља кожа на третираним местима. Добро је и пре депилације такође истрљати кожу, правећи кружне покрете.
- Длаке спорије расту када се скидају воском у салону него воском за самосталну употребу - једина разлика је у томе што су козметичарке вештије, па брже и равномерније уклањају нежељене длачице.

Заблуде:
- Стално уклањање длака са ногу доводи до њиховог нестанка после четрдесете године живота - број длака је исти целог живота, јер је и број пора из којих длаке расту увек исти.
- Воском и апаратом за депилацију се постиже исти ефекат - воском се длаке чупају директно из корена, а апарат обавија длаке и потом их чупа, истовремено слабећи корен, па длаке временом постају тање.
- Ако се длаке избеле хидрогеном, не треба их уклањати - под дејством хидрогена омотач длаке постаје шири и длаке, иако светлије, постају приметније.[8]

## Врсте депилације
Длаке се најбрже могу одстрањивати бријањем, али оштрица бријача сече длаку само изнад површине коже. На овај начин длаке временом јачају због честог бријања. Једина предност уклањања длачица бријачем је та што је ова метода, поред хемијске, најбезболнија.
Најстарија справа за уклањање нежељених маља из корена је пинцета, која је била позната још у Старом Египту и Месопотамији. Ипак, овај процес је спор, јер се длачице уклањају свака појединачно. Пинцета је прикладнија за дуготрајно уклањање длачица јер их, за разлику од бријача, чупа из корена. Међутим, овај метод прикладан је за чупање појединих длачица - обрва, наусница или оних заосталих после бријања. За веће површине овај третман је веома спор, а може бити и болан.

### Депилација шећерном пастом
Депилација шећерном пастом, метода позната и као персијска депилација халава и сукара, је један од најстаријих и најприроднијих начина за уклањање длачица. Легенда каже да је и чувена египатска краљица Клеопатра користила ову методу. Шећерна паста прави се од шећера, воде и лимуновог сока. Основна предност ове методе је што се паста лако уклања са коже, а сам третман није много болан. Шећерна паста за депилацију садржи природне састојке, који негују кожу и поспешују ефекат пилинга. Захваљујући неагресивним састојцима може се користити на свим деловима тела и на веома осетљивој кожи. Третманом шећерном пастом се не уклањају само длачице, већ и мртве ћелије коже, а третирана површина остаје хидрирана, мекана и глатка на додир. Депилација шећерном пастом даје добре резултате приликом уклањања изузетно кратких длачица, што је додатна предност овог метода.

### Депилација воском
Најраспрострањенији начин уклањања маља је употреба воска. Восак за депилацију производи се од пчелињег воска са додатком терпентина као разређивача. Загрејани восак се наноси на тело у смеру раста длачица, а скида се у супротном смеру, при чему чупа длачице које су се за њега залепиле. Овај начин депилације се временом усавршавао, па сад постоје и такозвана рол-он помагала, као и депилација са трачицама, при којој се на са горње стране намазаног воска лепе платнене траке које омогућавају лакше скидање слоја воска. Депилација се може обављати топлим или хладним воском.Стручњаци чешће препоручују хладни јер је много сигурнији у погледу хигијене, мање доводи до иритације коже и даје ефекат нежне, сјајне и глатке коже. Мана депилације хладним воском је што је болнија од уклањања длака топлим воском, али инфекције коже и упале фоликула длаке због депилације много су чешће када се користи топли восак.

### Хемијска депилација
Постоје и хемијске методе одстрањивања длака. Оне заснивају на кератолизи - растварању кератина, саставног елемента длаке. Овом методом длачице се уклањају само до површине коже, али је предност у односу на чупање из корена та што је ова метода безболна. Међутим, ове методе могу бити опасна, пошто користе киселине које нагризају органску материју. Креме за депилацију могу да изазову појаву акни, иритацију коже или хемијске опекотине. Не треба их користити на осетљивим деловима тела. При томе, ефекат је краткотрајан и нове длаке ће израсти после недељу дана. На тржишту постоји велики избор крема, спрејева и пена за депилацију.

### Електрични апарати за депилацију
Први женски електрични бријач појавио се 1940. године. Данас се на тржишту може наћи велики број различитих брендова епилатора. Депилација епилатором је доста слична депилацији воском. Његовом употребом длаке се чупају из корена, па се на третираним деловима коже појављују поново тек после неколико недеља. Епилатори су практични за употребу, ефикасни и дуготрајни. Основна предност је што се депилација може обавити успешно и код куће, па се новац уложен у овај апарат врло брзо исплати уштедом на третманима код козметичара. Ипак, ова метода има и неке мане. Уклањање длачица епилатором изискује више времена у односу на остале начине едепилације. Код суве епилације често долази и до урастања длака, а уклањање длачица на овај начин може бити, као и код депилације воском, доста болно.

### Ласерско уклањање длачица
Један од најсавременијих начина депилације је електрична депилација (епилација) помоћу микроталаса или дијатермије. Ово је угодан начин отклањања длака. Суштина методе је да се у корен длаке убоде игла и помоћу ње се коагулирају беланчевине из корена длаке. Ако је убод игле прецизан, длака неће поново расти. Како се овом методом мора деловати на сваку длачицу појединачно овај метод захтева пуно времена и изузетно је скупа, јер је углавном потребно више третмана. Ласерска депилација може да изазове црвенило или промене у пигментацији на кожи. Овај третман примењује се само за уклањање длака са леђа, груди, руку и ногу, али се никако не примењује у пределу пазуха и у гениталној регији.

### Електролиза
Електролиза подразумева уметање игле под кожу, како би се кроз фоликул длаке пустила струја која ће га оштетити. Уништавањем фоликула длаке ће расти све спорије, а резултати су дуготрајни. Ова метода је прилично скупа, а ризик представља могућност инфекције или настајање ожиљака.

## Депилација у спорту
Многи професионални спортисти подвргавају се третману депилације. Најчешће су то пливачи, бициклисти, атлетичари, бодибилдери, али и други. Мушкарци који се редовно баве спортом често се одлучују на депилацију како им физиотерапеутске масаже не би оштетиле кожу. Осим тога, одсуство длачица даје осећај лакоће за бављење одређеним спортовима јер омогућава боље знојење и смањује интензитет мириса зноја.

## Депилација интимних делова тела
Длачице које расту у интимној регији, такозване стидне длаке, имају своју улогу. Њихов задатак је да штите кожу тог предела, која је изузетно осетљива и има неке специфичне особине које је чине другачијом од осталог дела коже. Такође те длачице смањују могућност додира са кожом партнера и на тај начин делимично штитиле од разних полних болести и тегоба. Депилација интимне регије носи са собом и одређене ризике. Скорашња научна студија је открила да се број проблема у гениталној регији увећао чак пет пута у последњих десет година, услед незгода током депилације. Повреде укључују посекотине бријачем, урасле длаке, осипе, бактеријске инфекције, поприлично јак бол и појачану осетљивост након депилације воском, итд.
Стидне длачице су одувек представљале својеврстан табу. Све до 19. века познати сликари нису се усуђивали да их прикажу на својим платнима. Тек се око 1800. године Франциско де Гоја усудио да прикаже жену онакву каквом ју је природа створила. Ла Маја Деснуда, жена из народа, насликана је за шпанског премијера и он је слику чувао скривену од очију јавности, али је Гоја ипак био позван пред шпанску инквизицију да објасни своје недело. Психолози сматрају да се маљавост интимних делова сматра табуом зато што представља симбол људске репродуктивне способности, границу која преводи из детињства у одрасло доба. Голишавост интимног предела пребацује фокус са репродукције на лично уживање и необавезан секс, а жени која је практикује дарује ноту нежности и невиности, што објашњава велики број обожаваоца мушког пола. У феминистичком свету, где природан изглед представља жену која живи по својим правилима, изглед девојчице је достигао велику популарност, будећи исконске пориве модерних мушкараца, помало збуњених новим мушко-женским односима.
Године 1987. отворен је на Менхетну први салон у коме је као професионална услуга понуђена бразилска депилација интимне регије. Међутим, ову опцију није бирало много дама све до 2000. године када је емитована епизоде серије „Секс и град“ у којој се трендсетерка Кери Бредшо подвргла овом третману.
Данас је уклањање стидних длачица постало део редовног одржавања личне хигијене. На располагању су бројне технике: пинцета, бријач, восак, ласер, епилатор, траке, креме... Ипак, примећује се тенденција повратка природном изгледу. Скорашње анкете, спроведене широм Европе показале су да већина жена не упражњава овај козметички третман.

## Депилација код мушкараца
Проблем прекомерног раста длака познат је многим мушкарцима. Код оних који имају тамнији тен и тамније длаке ово представља још већи проблем. Са годинама, длаке имају тенденцију да убрзано расту. Хормон тестостерон главни је узрок појачаног раста длака. Он стимулише раст косе и маља на другим деловима тела. Код жена које имају вишак тестостерона такође се могу јавити длаке на неуобичајеним местима, као што су стомак или груди. Мушкарци који користе стероиде како би добили на мишићној маси склони су убрзаном расту длака по читавом телу, највише на леђима. За већину мушкараца длакавост је некада била одлика мужевности, али се последњих година овакво схватање у многоме променило, па ова тема више није табу. Све већи број мушкараца подвргава се третману депилације, најчешће са врата, стомака, леђа, пазуха, ногу, препона, па чак и задњице. Поједини мушкарци ово раде поведени трендовима, други због потребе спорта којим се баве (бодибилдинг, пливање, бициклизам, фудбал) а поједини желе да на овај начин боље истакну своје спортом обликовано тело, посебно пред летовање. Насупрот увреженим мишљењима да је депилација „женски” третман, светске статистике показују да су око 40% корисника услуга ласерског уклањања длака управо мушкарци. 

## Социјални аспект депилације
Уклањање длака као облик неге тела можда је једна од највећих лажи у коју су жене поверовале. Нема сумње да је уклањање длака у својој суштини облик социјалне и родне контроле жена. Ипак, не може се рећи да су се све жене повиновале овој друштвеној контроли. Последњу деценију, чини се да све више жена доноси одлуку да престане са депилацијом или бријањем. Развија се и тренд бојења пазушних длака. Данас постоји много мишљења о томе шта је депилација и да ли је заиста неопходна. Многи сматрају да је уклањање длака ствар хигијене и естетска норма код жена.